# كيم بورغ
كيم بورغ (بالفنلندية: Kim Borg)‏ هو مغني أوبرا ومغني وملحن فنلندي، ولد في 7 أغسطس 1919 في هلسنكي في فنلندا، وتوفي في 28 أبريل 2000 في Fredensborg Municipality ‏ في الدنمارك.

## وصلات خارجية
- كيم بورغ على موقع ميوزك برينز (الإنجليزية)
- كيم بورغ على موقع أول ميوزيك (الإنجليزية)
- كيم بورغ على موقع ديسكوغز (الإنجليزية)